# Эскобар, Антонио
Антонио Эскобар Уэртас (исп. Antonio Escobar Huertas; 14 ноября 1879, Сеута — 8 февраля 1940, Барселона) — испанский военачальник, генерал. Участник гражданской войны 1936—1939.

## Семья и военная карьера
Родился в семье военного, отличившегося в испано-американской войне 1898 года. Два его брата были офицерами Гражданской гвардии (жандармерии), сын служил в армии офицером. Дочь приняла монашество и жила в одном из монастырей Барселоны.
Получив военное образование, Антонио Эскобар долгое время служил в Гражданской гвардии и к 1936 году достиг чина полковника и должности одной из руководителей Гражданской гвардии в Каталонии. Верующий католик и человек весьма консервативных политических взглядов, он в то же время был лоялен по отношению к республиканской власти.

## Участие в гражданской войне
Когда началось военное выступление военных-националистов 18 июля 1936 года, он отказался к нему присоединиться. Когда на следующий день националисты под командованием генерала Мануэля Годеда выступили в Барселоне, то Гражданская гвардия в этом городе под командованием генерала Хосе Арангурена и полковника Эскобара осталась на стороне республики. Такая позиция сыграла значительную роль в том, что уже 20 июля восставшие потерпели поражение.
Полковник Эскобар сохранял верность республике и в дальнейшем, несмотря на то, что после неудачи военного выступления в Барселоне произошли поджоги католических монастырей и убийства священнослужителей, которые он воспринял очень тяжело (анархисты штурмовали и монастырь, в котором жила его дочь). Он выступал за разоружение анархистских военизированных отрядов, отличавшихся крайней недисциплинированностью, но не добился успеха. В качестве офицера Национальной республиканской гвардии (преобразованной Гражданской гвардии) он воевал в рядах Центральной армии под Талаверой, а во время боёв за Мадрид осенью 1936 года командовал собранной из разрозненных частей колонной, отражавшей атаки войск националистов в районе парка Каса-де-Кампо. Был ранен, несколько месяцев лечился, а затем с разрешения президента Мануэля Асаньи совершил паломничество во французский город Лурд — священное место для католиков. Его сын, лейтенант Хосе Эскобар Вальтиерра, служил в армии националистов и погиб в 1937 в битве при Бельчите.
Несмотря на возможность остаться во Франции, Антонио Эскобар вернулся в Испанию и в мае 1937 года был назначен генеральным директором безопасности Каталонии, где произошёл вооружённый конфликт между правительственными силами и анархистами. Однако сразу же по возвращении в Барселону на него было совершено покушение, в результате которого Эскобар был ранен и вновь выбыл из строя. После излечения он участвовал в составе армии Леванта в сражении при Брунете и в боевых действиях в районе Теруэля.

### Генерал
В 1938 году Антонио Эскобар был произведён в генералы и назначен командующим армией Эстремадуры, действовавшей на второстепенном участке фронта, насчитывавшей около 15 тысяч человек с несколькими бронепоездами, десятком танков и без авиации, а также значительно ослабленной из-за разбросанности частей. Взаимодействуя с партизанскими отрядами, войска Эскобара в июле 1938 достаточно успешно вели оборонительные бои в Эстремадуре, позволив националистам под командованием Гонсало Кейпо де Льяно (насчитывавшим около 20 тысяч человек) за три недели боёв продвинуться лишь на 20-25 километров, нанеся им существенные потери. 12 августа республиканцы перешли в контратаку и отбили почти половину территории, потерянной в июле. Значительным успехом войск Эскобара можно считать тот факт, что республиканцам удалось сохранить контроль над стратегически важными ртутными рудниками Альмадена.
5 января 1939 года Армия Эстремадуры предприняла наступление с целью отвлечь националистов от участка фронта в Каталонии, где разворачивались решающие бои. За пять дней она почти без потерь продвинулась на 20 км, взяв в полукольцо город Пеньярройя, в котором находилась электростанция, снабжавшая электроэнергией контролировавшиеся националистами Севилью и Кордову. Однако, не получив подкреплений, войска Эскобара не смогли перерезать шоссе Севилья-Саламанка, а к 11 января националисты (к которым резервы как раз подошли) смогли остановить наступление республиканцев.
Наступление Эскобара в Эстремадуре в январе 1939 было последним для республиканцев в гражданской войне. Во время внутриполитического кризиса на республиканской территории в марте 1939 Эскобар поддержал полковника Касадо, выступившего против правительства и желавшего договориться с националистами. Он подавил в своей армии сопротивление коммунистов, желавших продолжать войну. Однако Франсиско Франко требовал только капитуляции.

## Заключение и гибель
26 марта 1939 армия Эстремадуры капитулировала в Сьюдад-Реаль, практически одновременно с другими республиканскими войсками. Принимавший капитуляцию генерал Хуан Ягуэ (убеждённый фалангист) предложил Эскобару самолёт для вылета в Португалию, но тот отказался оставить своих подчинённых. Он был заключён в тюрьму, где работал уборщиком, но при этом имел возможность писать мемуары, вести переписку и встречаться с родственниками.
Антонио Эскобар был приговорён к смертной казни трибуналом националистов за военный мятеж, несмотря на то, что был верен присяге. Последовательный противник республиканцев кардинал Сегура обращался к Франко с просьбой о помиловании генерала, но получил отказ (очевидно, что националисты не могли простить Эскобару его роли в событиях июля 1936 года в Барселоне). 8 февраля 1940 года Эскобар был расстрелян во рву замка Монтжуик в Барселоне. Он получил право лично командовать своим расстрелом, и казнившие его гражданские гвардейцы после приведения приговора в исполнение отдали генералу военные почести.
Генерал Эскобар был похоронен на Монжуикском кладбище. После торжественного открытия Долины Павших его сын Антонио Эскобар Вальтиерра просил перезахоронить на её территории останки отца-республиканца и брата-националиста. Однако франкистские власти разрешили перезахоронение только останков лейтенанта Эскобара, а генерал Эскобар остался покоиться на прежнем месте.

## Книги и фильм
Судьба генерала Эскобара стала основой сюжета романа Хосе Луиса Олаизолы «Война генерала Эскобара», изданного в 1983 году и удостоенного премии Планета. По этому роману режиссёр Хосе Луис Мадрид снял художественный фильм «Воспоминания генерала Эскобара» (1984).
Эскобар являлся прототипом полковника Хименеса, героя романа Андре Мальро L´espoir («Надежда»), опубликованного в 1937.